# Roselord Borgella
Roselord Borgella (Léogâne, Departamento Oeste, Haití; 1 de abril de 1993) es una futbolista haitiana. Juega de delantera y su equipo actual es el Fenerbahçe S.K de la Superliga Turca.

## Trayectoria
Pasó cuatro años en el F. C. Indiana de los Estados Unidos entre 2012 y 2015. En 2016 jugó para las Boston Breakers, donde anotó 20 goles en 14 encuentros. Firmó un contrato por dos años en el FC Suwon de Corea del Sur, aunque solo estuvo un año.
En el 2018 llegó a Chile de vacaciones para visitar unos amigos haitianos radicados en el país, entonces buscó un club para practicar el deporte y así fue como llegó a Santiago Morning quien ficharía a la delantera, Borgella es la primera futbolista en Chile en firmar un contrato profesional. En su primer año en el fútbol femenino de Chile anotó 64 goles y fue la máxima goleadora del campeonato 2018, 23 más que la segunda anotadora María José Urrutia de Palestino. Junto al equipo microbusero se coronó campeona, derrotando a Palestino por 3-1 en la final en el Estadio Nacional.
Para el 2019 en su segunda campaña por Santiago Morning, el 14 de septiembre de 2019 anotó el gol del triunfo en la victoria por 2-1 sobre Colo-Colo, esta victoria dejó al su club en el primer lugar de la clasificación. Durante el mes de octubre viajó junto a las bohemias a Ecuador para participar en la Copa Libertadores Femenina 2019, donde superaron la fase de grupos pero fueron eliminadas por el Corinthians de Brasil en cuartos de final.
El 4 de enero de 2020 se anunció su transferencia al Maccabi Kishronot Hadera de la Ligat Nashim israelí.
Para la temporada 2020 fichó por el GPSO 92 Issy de la Division 1 Féminine.

## Clubes
| Club                     | País           | Año        |
| ------------------------ | -------------- | ---------- |
| F. C. Indiana            | Estados Unidos | 2012-2015  |
| Boston Breakers Reserves | Estados Unidos | 2016       |
| FC Suwon                 | Corea del Sur  | 2017       |
| Santiago Morning         | Chile          | 2018-2019  |
| Maccabi Kishronot Hadera | Israel         | 2020       |
| GPSO 92 Issy             | Francia        | 2020-2022  |
| Dijon FCO                | Francia        | 2022-2024. |
| Fenerbahçe S.K           | Turquía        | 2024-act.  |

## Vida personal
Es la quinta de seis hermanos del matrimonio de Henry Borgella y Gladys Casséus, aunque su padre abandonó su familia antes de que Roselord cumpliera un año. 